# Nathan Law
Nathan Law Kwun-chung (čínsky 羅冠聰; Luo Guancong, narozen 13. července 1993) je hongkongský aktivista a politik. Jako bývalý studentský vůdce byl předsedou zastupitelského sboru Svazu studentů Lingnanské univerzity (LUSU), úřadujícím prezidentem LUSU a generálním tajemníkem Hongkongské federace studentů (HKFS). Byl jedním ze studentských vůdců během 79denního Deštníkového hnutí v roce 2014.
Je zakladatelem a bývalým předsedou nové politické strany Demosistō, která vzešla z protestů v roce 2014 a zvoleným zákonodárcem za ostrov Hongkong. Roku 2017 byl za účast na studentských protestech vězněn. 1 července 2020 opustil Hongkong a získal politický azyl ve Velké Británii.

## Život
Law se narodil 13. července 1993 v čínském městě Šen-čen v provincii Kuang-tung otci z Hongkongu a matce z pevninské Číny. Když mu bylo asi šest let, přestěhoval se s matkou do Hongkongu. Matka ho spolu s jeho sourozenci vychovávala téměř sama. Středoškolské vzdělání získal na střední škole HKFEW Wong Cho Bau a poté absolvoval kulturní studia na Lingnan University (LU) v Hongkongu.
Law byl aktivní ve studentském hnutí a v roce 2013 se účastnil stávky v hongkongských docích, která představovala znovuzrození politické angažovanosti v Hongkongu. Stal se členem a předsedou zastupitelského sboru studentské unie Lingnanské univerzity a členem výboru Hongkongské federace studentů (HKFS). Později se stal také úřadujícím předsedou Svazu studentů Lingnanské univerzity (Lingnan University Students' Union, LUSU).
V září 2014 HKFS a Scholarism zahájily týdenní bojkot rozhodnutí Pekingu o hongkongských volebních reformách. Po skončení stávky se protestující studenti shromáždili na Občanském náměstí v ústředním vládním komplexu a zahájili 79denní okupační protesty. Během této Deštníkové revoluce se stal jedním ze studentských vůdců a byl jedním z pěti studentských zástupců, kteří v říjnu 2014 vystoupili v otevřené televizní debatě se zástupci vlády vedené hlavní tajemnicí pro správu Carrie Lamovou a generálním tajemníkem HKFS Alexem Chow Yong-kangem, zástupcem tajemníka Lesterem Shumem, generálním tajemníkem Easonem Chungem a další členkou výboru Yvonne Leungovou.
Byl také jedním ze tří studentských vůdců, kterým bylo v listopadu 2014 odebráno Cestovní povolení do vnitrozemí pro obyvatele Hongkongu a zakázáno odletět do Pekingu ve snaze prosadit své požadavky na skutečné všeobecné volební právo. Po skončení protestů byl spolu s dalšími studentskými vůdci zatčen. Po protestech se Law stal v letech 2015–2016 generálním tajemníkem Hongkongské federace studentů po Alexi Chowovi. Zvítězil se ziskem 37 hlasů z 53 studentských zástupců ze sedmi vysokoškolských institucí v Hongkongu. Za jeho působení byla HKFS obviňována z ukvapeného a málo transparentního rozhodování během deštníkové revoluce a tři vysoké školy z federace vystoupily.
V roce 2019 dostal nabídku stipendia od Rady pro východoasijská studia při Yaleově univerzitě a v polovině srpna začal studovat magisterský obor východoasijských studií, který o rok později dokončil. Během studia zažil atmosféru nenávisti v tamní čínské komunitě a výhrůžky smrtí na sociálních sítích, údajně vytvořené Asociací čínských studentů a vědců na Yale. Jing Tsu, předseda Rady pro východoasijská studia, potvrdil, že univerzita pomohla se zajištěním jeho bezpečnosti.
V březnu 2020 se vrátil do Hongkongu, aby se zapojil do přípravy voleb, ale po přijetí Zákona o národní bezpečnosti 1. července 2020 Hongkong opustil a odjel do Velké Británie, kde získal politický azyl. V březnu 2021 byl jmenován Pritzkerovým stipendistou na Institutu politiky Chicagské univerzity. V prosinci 2021 přijal pozvání amerického prezidenta Joea Bidena aby promluvil na nadcházejícím Summitu pro demokracii v USA, což velmi rozzuřilo tajemníka pro bezpečnost Hongkongu Chrise Tanga]

## Politická činnost
V dubnu 2016 založil Law spolu s dalšími vůdci Deštníkové revoluce včetně Joshuy Wonga novou politickou stranu Demosistō, jejímž cílem bylo bojovat za právo Hongkongčanů na sebeurčení, až v roce 2047 vyprší platnost "jedné země, dvou systémů", a stal se jejím zakládajícím předsedou. Vyjádřil zájem kandidovat na ostrově Hongkong ve volbách do Legislativní rady v roce 2016.
Law získal 50 818 hlasů, což byl druhý nejvyšší počet hlasů mezi všemi kandidáty v šestimístném volebním obvodu na ostrově Hongkong. Po svém vítězství Law prohlásil, že "lidé hlasují (pro) novou cestu a novou budoucnost demokratického hnutí". Law byl zvolen spolu se svými spojenci Lau Siu-lajem a Eddiem Chuem. Ve svých 23 letech se stal nejmladší osobou, která se kdy stala hongkongským zákonodárcem.
Na ustavující schůzi Legislativní rady využil Law a další členové slavnostní složení přísahy jako protestní platformu. Law pronesl úvodní prohlášení, v němž řekl, že slavnostní přísaha se již stala "politickým nástrojem" režimu, a dodal: "Můžete mě spoutat, můžete mě mučit, můžete dokonce zničit toto tělo, ale nikdy neuvězníte mou mysl". Při skládání přísahy Law také zvýšil intonaci slova "國" ve větě "Zvláštní administrativní oblast Čínské lidové republiky Hongkong" (中華人民共和國香港特別行政區), takže přísaha zněla jako otázka.
Přestože Lawovu přísahu úředník potvrdil, spor o složení přísahy, který vyvolali poslanci Youngspiration, vedl k bezprecedentnímu právnímu napadení ze strany hlavního výkonného ředitele Leung Chun-jinga a tajemníka pro spravedlnost Rimsky Yuena. Dne 7. listopadu 2016 Stálý výbor Národního lidového kongresu (NPCSC) vyložil článek 104 Základního zákona Hongkongu, který sjednocuje způsoby skládání přísahy při nástupu do veřejné funkce. Následně vláda zahájila proti Lawovi a dalším třem prodemokratickým zákonodárcům, Lau Siu-laiovi, Yiu Chung-yimovi a Leung Kwok-hungovi, druhé soudní řízení, které vyústilo v jejich diskvalifikaci z Legislativní rady 14. července 2017.

### Zatčení a uvěznění
Law byl spolu s dalšími dvěma prominentními hongkongskými prodemokratickými studentskými vůdci Joshuou Wongem a Alexem Chowem 17. srpna 2017 zatčen a uvězněn na šest až osm měsíců za obsazení Občanského náměstí v roce 2014. Tento trest rovněž zastavil jejich začínající politickou kariéru, neboť po dobu následujících pěti let nesmějí kandidovat na veřejné funkce. Law byl poslán do nápravného zařízení Tong Fuk se střední ostrahou na ostrově Lantau.
Dne 24. října 2017 byli Nathan Law a Joshua Wong propuštěni na kauci vrchním soudcem Hongkongu Geoffreyem Ma, zatímco Alex Chow o propuštění na kauci nepožádal a pokračoval ve výkonu sedmiměsíčního trestu odnětí svobody. Podle podmínek propuštění na kauci museli Law a Wong žít na svých hongkongských adresách a museli se každý týden hlásit na policii až do 7. listopadu 2017, kdy mělo být projednáno odvolání trojice proti jejich trestu odnětí svobody. Konečný odvolací soud 6. února 2018 potvrdil odsouzení trojice a potvrdil názor soudu nižší instance, že protesty na Civic Square byly násilné, ale zrušil trest odnětí svobody uložený odvolacím soudem s odůvodněním, že termín aplikoval novou normu "zpětně."

### Mezinárodní ohlas
1. února 2018 oznámila skupina amerických zákonodárců z obou stran zastoupených ve sněmovně a vedená předsedou Kongresové výkonné komise pro Čínu (CECC), americkým senátorem Marcem Rubiem a spolupředsedou americkým zástupcem Chrisem Smithem, že nominovala Joshuu Wonga, Nathana Lawa, Alexe Chowa a celé Deštníkové hnutí na Nobelovu cenu za mír za rok 2018 za "jejich mírové úsilí o politickou reformu a ochranu autonomie a svobod zaručených Hongkongu ve společné čínsko-britské deklaraci".
Nathan Law byl zařazen do žebříčku 100 nejvlivnějších lidí roku 2020 časopisu Time a stal se vítězem čtenářské ankety, v níž ho Chris Patten, poslední britský guvernér Hongkongu, označil za "typicky statečného představitele generace, jejíhož ducha chce komunistická strana zadupat do země".

### Odchod do exilu
Několik hodin po vyhlášení nového Bezpečnostního zákona v Hongkongu, který Peking přijal 30. června 2020, Nathan Law a další vedoucí představitelé Demosistō odstoupili ze svých funkcí a strana se rozpustila. 2. července oznámil, že z bezpečnostních důvodů opustil Hongkong. Ve svém prohlášení vyzval mezinárodní společenství, aby pokračovalo v obhajobě hongkongských protestujících, a uvedl, že neví, kdy se do Hongkongu vrátí. Z prodemokratických primárek odstoupil a o několik dní později oznámil, že je v Londýně. Law se během svého pobytu ve Spojeném království setkal s americkým ministrem zahraničí Mikem Pompeem, se kterým jednal o situaci v Hongkongu, zejména o možnosti "vměšování" Pekingu do nadcházejících parlamentních voleb, a také o lidských právech v Tibetu a Sin-ťiangu.
Dne 3. července 2020 vypovídal prostřednictvím videokonference (kvůli cestovnímu omezení COVID-19) před americkým Kongresem a zopakoval svou výzvu k přijetí sankcí proti Hongkongu a pevninské Číně za porušení základního zákona o Hongkongu novým Zákonem o národní bezpečnosti. Čínská státní média 1. srpna oznámila, že na něj hongkongská policie vydala zatykač, což zopakovala i západní média, ale hongkongská policie to nepotvrdila. 16. října 2020 na něj byl vydán další zatykač za to, že se nedostavil k soudu kvůli zakázané vigilii na náměstí Nebeského klidu.
Dne 7. dubna 2021 Law na Twitteru oznámil, že mu byl udělen azyl ve Spojeném království. V Hongkongu bylo mezitím zatčeno za protesty z roku 2019 přes 10 000 lidí a u většiny z nich ani nezačalo soudní projednávání.
Na na fóru, které ve Washingtonu pořádá americký prezident Joe Biden, v prosinci 2021 prohlásil: "Moje zkušenost je ukázkovým příkladem toho, jak se město, které bylo kdysi považováno za nejsvobodnější v Asii, může přímo před našima očima změnit v autoritářský policejní stát." "Zažil jsem to na vlastní kůži. Zánik demokracie pro mě není abstraktní teorie, ale osobní a bolestný příběh." Občany v Hongkongu vyzval, aby se neúčastnili voleb podle nového zákona, které jsou plánovány na 19. prosince 2021 a mají podle Carrie Lam "zajistit převahu čínských patriotů", a nepropůjčili jim tak zdání legitimity.

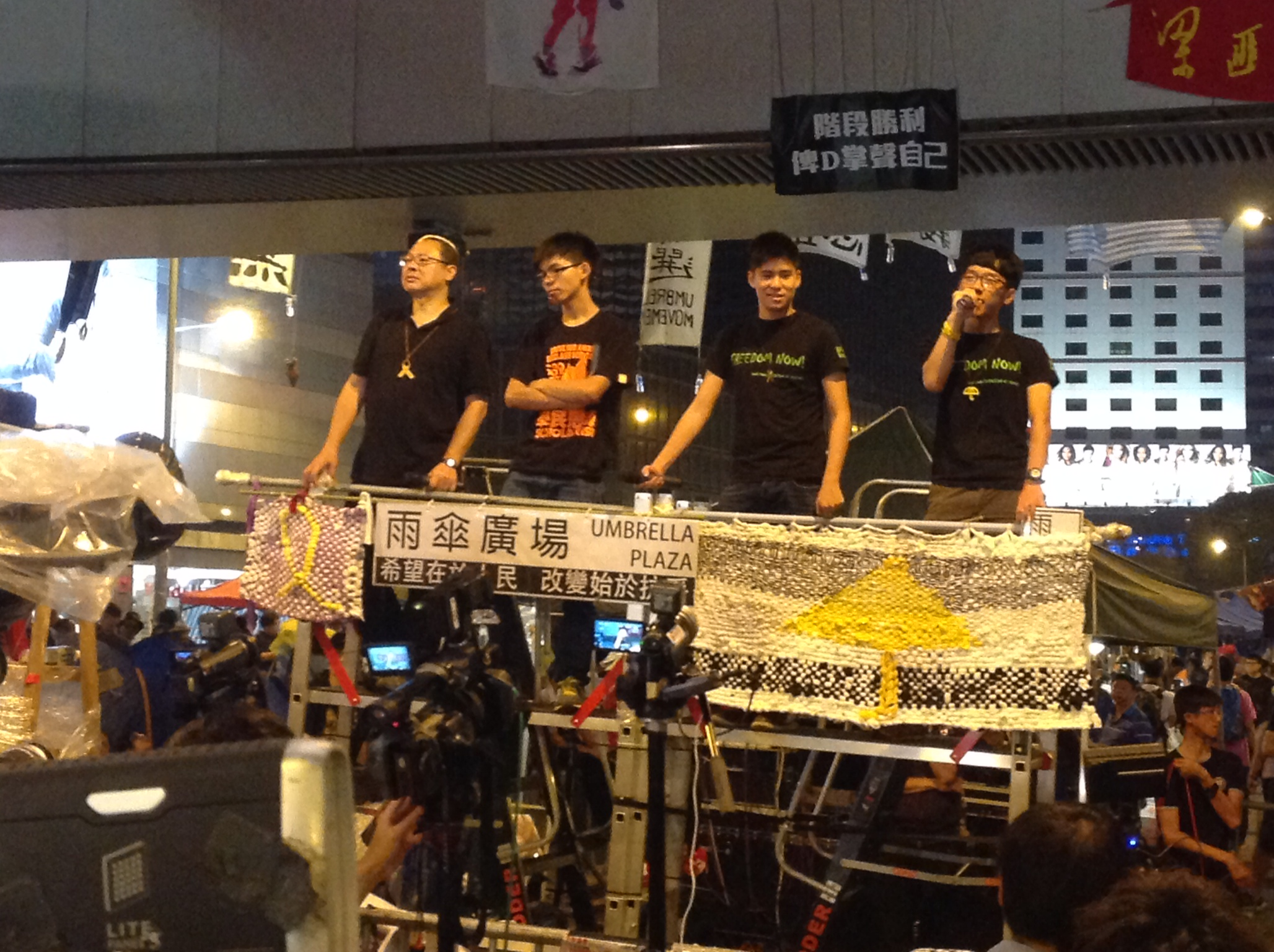
Nathan Law během studentské okupační stávky, 2014
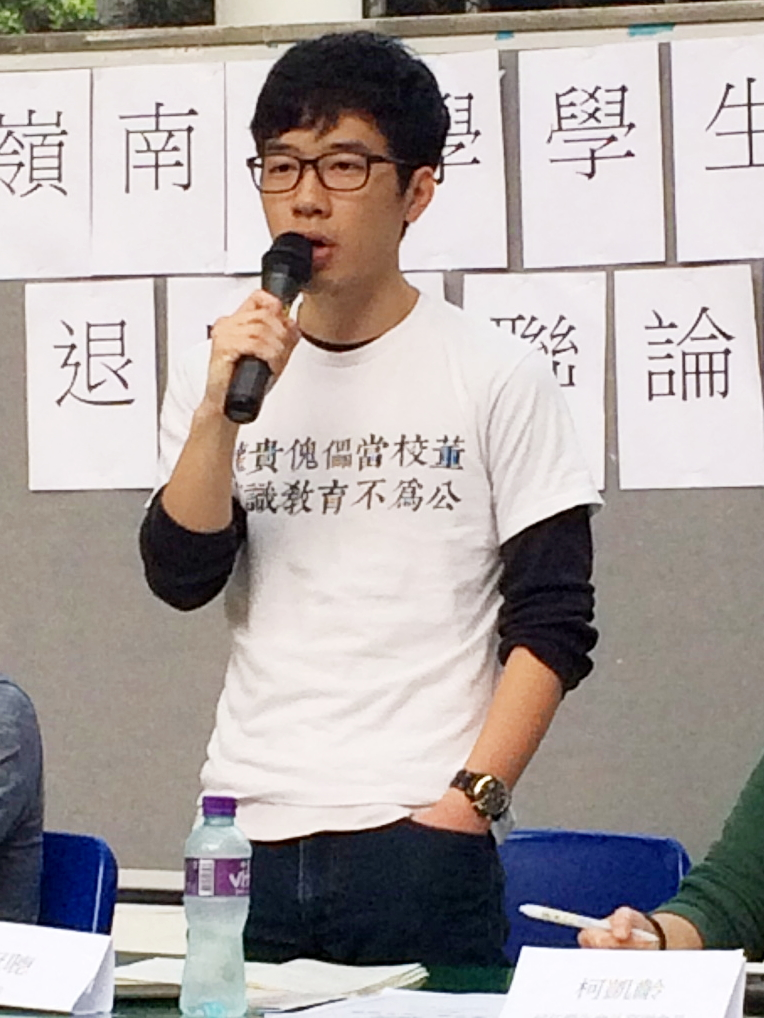
Nathan Law, 2015
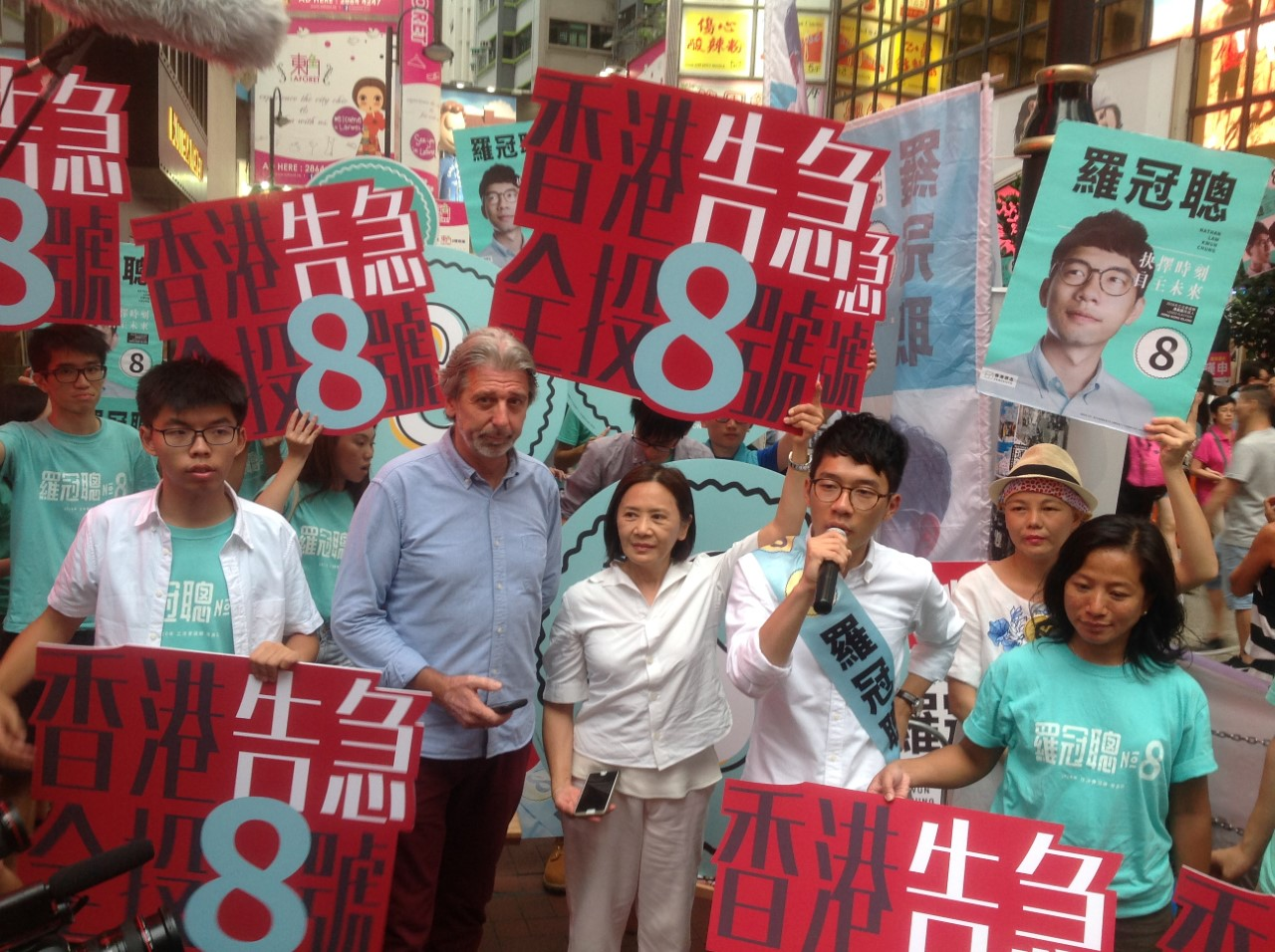
Nathan Law ve volební kampani, 2016
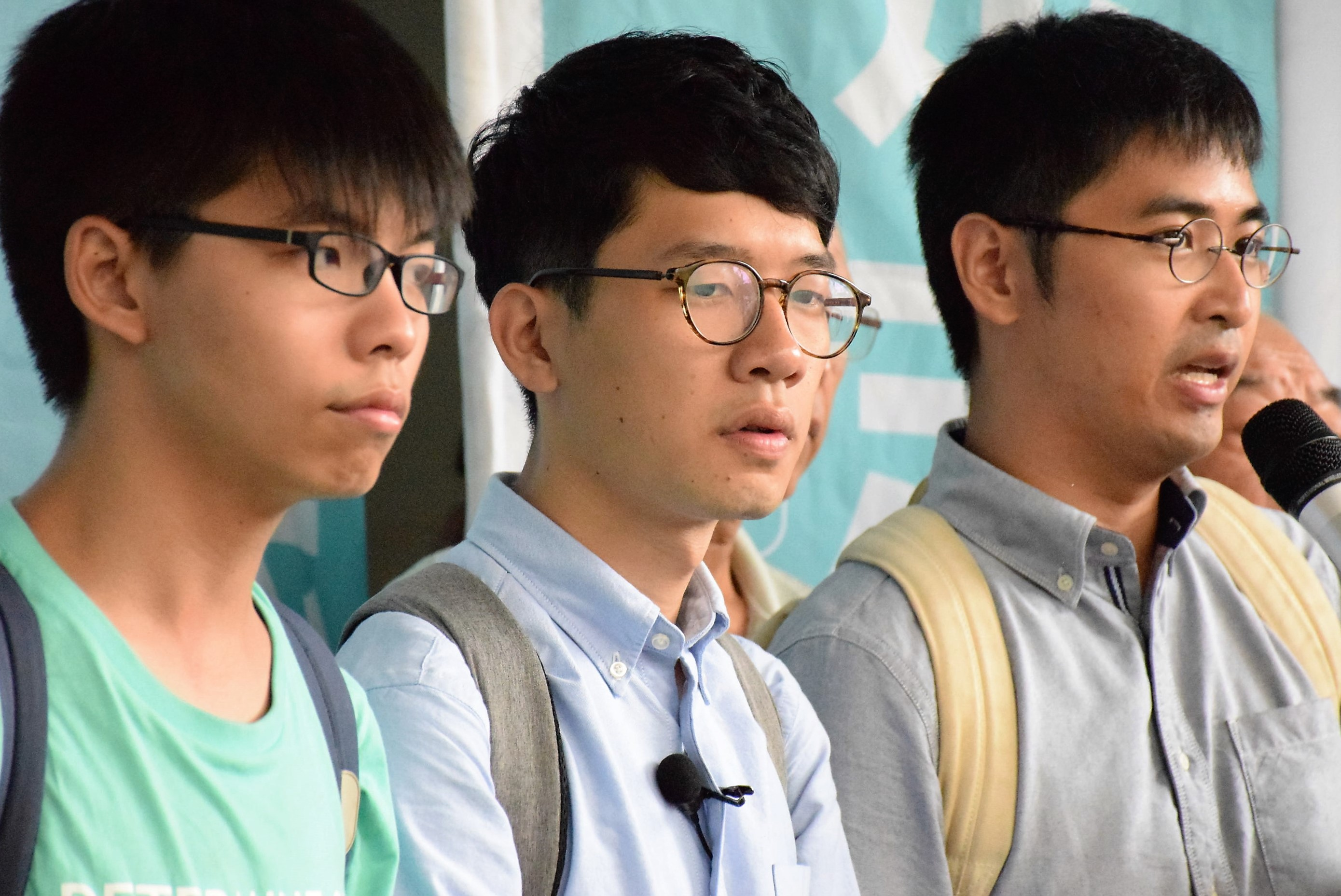
Studentští vůdci uvěznění v roce 2017
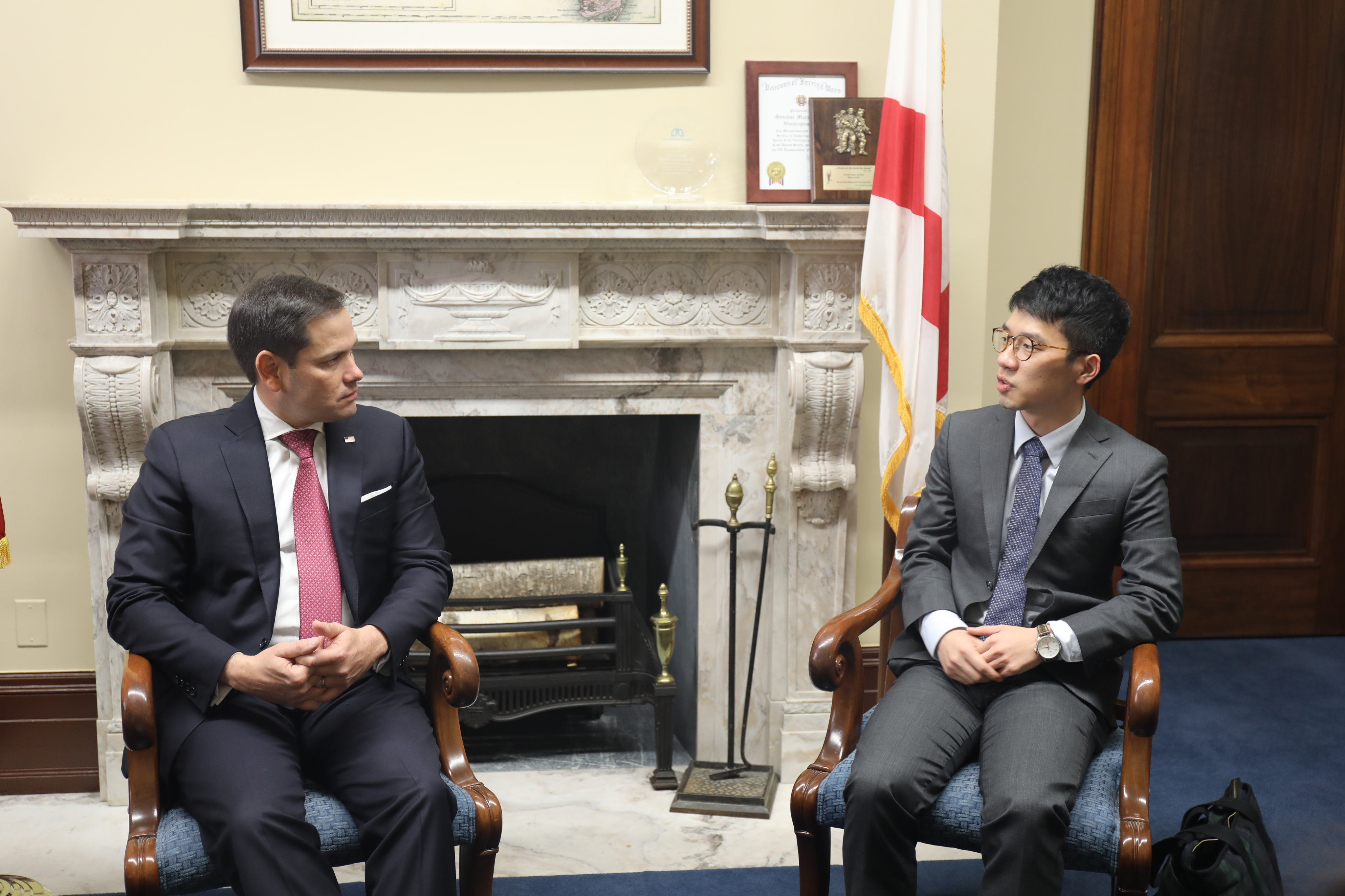
Marco Rubio a Nathan Law, US Capitol, 2018
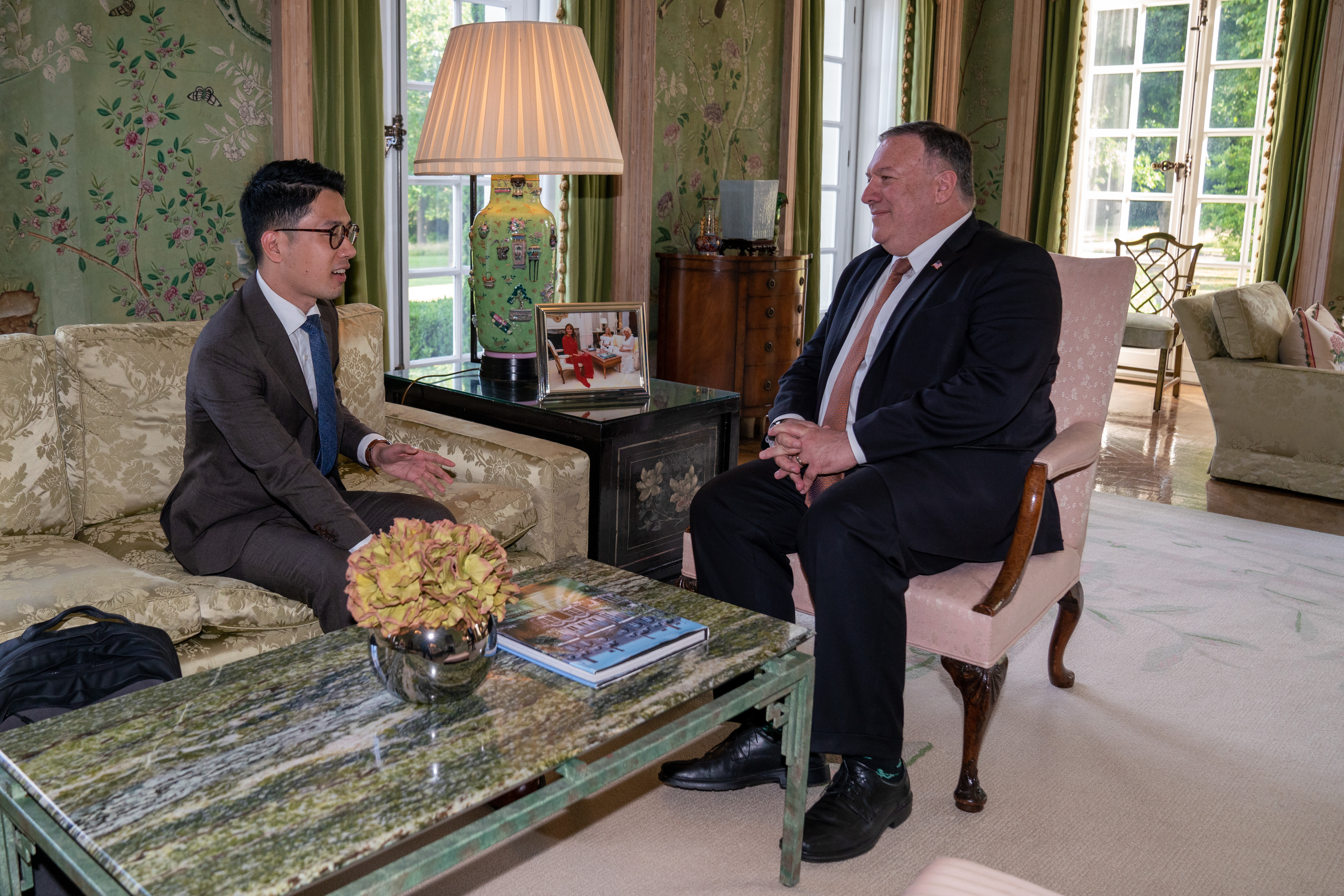
Nathan Law a ministr zahraničí USA Mike Pompeo, 2020